# Pascal Bidégorry
Pascal Bidégorry, né le 15 janvier 1968 à Bayonne (Pyrénées-Atlantiques), est un navigateur français.
Il est entré dans le Team Banque populaire en 2004 pour skipper le trimaran Banque Populaire IV. Il a ensuite skippé jusqu'au printemps 2011 le plus grand trimaran jamais construit au monde, le Maxi Banque Populaire V, dans le but de battre les records en équipage (40 m de long, 23 m de large, 47 m de tirant d'air, 23 tonnes). Sa collaboration avec le Team Banque populaire a cessé début avril 2011,. Il est membre de l'écurie Spindrift Racing de Yann Guichard.

## Palmarès
- 1995 / 1999 :
  - 1er Bizuth du Championnat de France Figaro en Solitaire en 1995, sponsorisé par Serge Blanco[4] ;
  - vainqueur du Championnat de France Figaro (équipage) en 1995 - 1996 - 1999 ;
  - champion du monde des 8m J en 1998 ;
  - vice champion de France de course au large en solitaire en 1999.
- 2000 :
  - vainqueur de la Solitaire du Figaro ;
  - vice champion de France de course au large en solitaire et en équipage ;
  - 3e de la Transat Ag2r en double Lorient-Saint Barth et vainqueur de la 1re étape (avec Jérémie Beyou).
- 2001 :
  - 3e du Tour de France à la voile ;
  - vainqueur du championnat du monde des multicoques 60 pieds ;
  - vainqueur du championnat de France Mumm30.
- 2002 :
  - 2e du Tour de France à la voile ;
  - vainqueur du Grand Prix de Fécamp en multicoque 60 pieds ;
  - vainqueur du Grand Prix de Lorient en multicoque 60 pieds ;
  - vainqueur du Championnat de France Figaro (équipage) ;
  - participation à la Volvo Ocean Race (étape Auckland/Rio) sur SEB.
- 2003 :
  - 4e de la Solitaire du Figaro (Région Aquitaine) ;
  - vainqueur du championnat de France Figaro (équipage) ;
  - 3e du Trophée BPE (Saint-Nazaire/Dakar) en double et vainqueur de la 2e étape avec Charles Caudrelier ;
  - vainqueur du Grand Prix de Fécamp en multicoque 60 pieds.
- 2004 :
  - 2e de la Transat’ Lorient-St-Barth’ avec Sidney Gavignet sur Banque Populaire ; vainqueur de la 1re étape
  - skipper du multicoque 60 pieds Banque Populaire
- 2005 :
  - vainqueur du championnat du monde multicoques 60 pieds ;
  - vainqueur de la Transat Jacques Vabre en double en multicoque 60 pieds avec Lionel Lemonchois ;
  - vainqueur de l'IB Group Challenge en multicoque 60 pieds.
- 2006 :
  - 2e de la Route du Rhum dans la classe ORMA multicoque 60 pieds ;
  - 2e de la Londres-Alpes Maritimes en multicoque 60 pieds ;
  - record de la traversée de l'Atlantique en 4 jours, 8 heures, 23 minutes et 54 secondes à une moyenne de 28 nœuds sur Orange II ;
  - record de distance parcourue sur 24 h (766 milles).
- 2007 :
  - construction du maxi trimaran Banque Populaire V (plus grand multicoque océanique jamais construit) ;
  - 3e de la Transat Jacques Vabre en double en multicoque 60 pieds avec Yvan Ravussin ;
  - détenteur du record de distance parcourue sur 24 h en multicoque 60 pieds (667 milles) ;
  - 2e de la Calais Round Britain Race en monocoque IMOCA 60 pieds.
- 2008 :
  - sparring partner d'Alinghi pour la Coupe de l'America ;
  - skipper du maxi Banque Populaire V : mise à l'eau du trimaran ;
  - 2e du record SNSM en multicoque 60 pieds.
- 2009 :
  - champion du monde des Records océaniques sur maxi trimaran Banque Populaire V;
  - détenteur du Record de la traversée de l'Atlantique nord à la voile en équipage en 3 jours, 15 heures, 25 minutes et 48 secondes, à une moyenne de 32,94 nœuds ;
  - détenteur du Record de distance à la voile en 24 heures : 908 milles parcourus avec une moyenne de 37,8 nœuds.
- 2010 :
  - détenteur du record de la traversée de la Méditerranée (Marseille - Carthage, 455 milles) en équipage en 14 heures, 20 minutes et 34 secondes à 31.7 nœuds de moyenne sur le maxi trimaran  Banque Populaire V;
  - skipper du catamaran Décision 35 : vainqueur du Challenge Julius Baer avec 8 podiums sur les 8 épreuves ;
  - 3e du trophée Clairefontaine.
- 2011 :
  - tentative sur le Trophée Jules-Verne avec le maxi trimaran Banque Populaire  V;
  - vainqueur de l'Armen Race en multicoque 50 pieds ;
  - vainqueur Grand-Prix Guyader et Défi Guyader en multicoque 50 pieds ;
  - vainqueur des Krys Match Race (MOD 70) ;
  - 3e du trophée Clairefontaine.
- 2012 :
  - vainqueur de la Krys Ocean Race sur le MOD 70 Spindrift Racing ;
  - vainqueur du Multi One Championship (MOD 70) ;
  - 2e du Tour de l'Europe (MOD 70) ;
  - vainqueur du Grand-Prix Guyader et Défi Guyader en monocoque IMOCA 60 pieds (Safran).
- 2013 :
  - vainqueur du Spi Ouest France (Tacticien Open 7,50 Safran) ;
  - vainqueur du Défi Azimut (Tacticien IMOCA 60 Safran) ;
  - 2e de la Transat Jacques Vabre en double avec Marc Guillemot, sur IMOCA 60 Safran ;
  - 3e du tour de l'Europe Prince de Bretagne en MOD 70.
- 2015 : vainqueur de la Transat Jacques Vabre en double avec François Gabart sur l'Ultime Macif
- 2018 : vainqueur de la Volvo Ocean Race (à bord de Dongfeng Race Team), en tant que Navigateur.
- 2023 : vainqueur de la Rolex Fastnet Race dans la catégorie Imoca avec Charlie Dalin sur Macif, en 2 j 7 h 16 min 26 s[5]

## Récompenses
Depuis 2009, Pascal Bidégorry est chevalier de la Légion d'honneur.
Il reçoit le RMC Sport Awards de la victoire de l'année 2015.